# Família Köprülü
La família Köprülü va ser una família noble otomana originària d'Albània. La família va proporcionar sis (inclòs Kara Mustafa Paşa que era un fill adoptiu) grans visirs otomans, i diversos funcionaris de rang elevat. Mehmet Fuat Köprülü és un descendent actual, que destaca per ser un preeminent historiador de literatura turca. Els membres de la família continuen vivint a Turquia i els Estats Units.

## Grans visirs Köprülü
A la història de l'Imperi Otomà els visirs Köprülü tenen una dinamisme dins l'estat que posteriorment va mostrar signes de declivi i estancament. Els primers visirs particularment centrats en campanyes militars, van ampliar el poder de l'imperi. Això, malgrat tot va arribar al seu final després del desastrós Setge de Viena de 1683 iniciat per Kara Mustafa Paşa
| Nom                               | Vida         | Gran Visir | Soldà(ns)            |
| --------------------------------- | ------------ | ---------- | -------------------- |
| Köprülü Mehmed Paşa               | 1583-1661    | 1656-1661  | Mehmed IV            |
| Köprülü Fazıl Ahmed Paşa          | 1635-1676    | 1661-1676  | Mehmed IV            |
| Kara Mustafa Paşa¹                | 1634-1683    | 1676-1683  | Mehmed IV, Solimà II |
| Köprülü Damadı Abaza Siyavuş Paşa | 1687-1688    | 1689-1691  | Solimà II            |
| Köprülü Fazıl Mustafa Paşa        | 1637-1691    | 1689-1691  | Solimà II, Ahmet II  |
| Amudja-zade Husayn Paixà          | mort el 1702 | 1697-1702  | Mustafà II           |
| Köprülüzade Damat Numan Paşa      | mort el 1719 | 1710-1711  | Ahmet III            |

¹Kara Mustafa Paşa havia estat adoptat per la família Köprülü i era germanastre de Köprülü Fazıl Ahmed Paşa.